# Cyra Gwynth
Cyra Gwynth, voluit Cyra Gwynth Kukenheim (Brussel, 27 oktober 1995) is een Belgische zangeres, songwriter en actrice met Nederlandse-Filipijnse roots. Ze verwierf haar bekendheid door haar rol van Yoko in de Vlaamse televisieserie Familie.

## Carrière
In 2014 nam Cyra Gwynth op 18-jarige leeftijd deel aan het derde seizoen van het televisieprogramma The Voice van Vlaanderen, waarbij ze ingedeeld werd in het team van Regi Penxten. Gwynth werd uitgeschakeld in de battles.
Gwynth lanceerde haar soloproject als r&b-zangeres in 2018 met de single Hold On. In de loop van twee jaar bracht ze in eigen beheer een reeks singles en de EP Pink Cotton uit. In haar liveshows creëerde ze haar eigen visuele esthetiek, steeds omringd door achtergronddansers. In 2020 werkte ze samen met Classic Agency en Warner Music om vier singles uit te brengen: Not the one, High, No en DGAF. Door de coronapandemie waren dat jaar optredens met publiek niet mogelijk, maar Gwynth gaf in de zomer wel een online te bekijken optreden, opgenomen in de concertzaal Reflektor in Luik. In april 2022 bracht Gwynth in samenwerking met haar vaste muziekproducent Lamsi de ep CONSCIOUS met acht nummers uit.
Eind 2022 maakte Gwynth haar acteerdebuut in de Vlaamse televisieserie Familie op VTM. Ze kreeg de rol van Joke 'Yoko' Daniëls, de lang vermiste adoptiedochter van Vanessa, gespeeld door Karen Damen. Ondertussen heeft ze ook al met meerdere andere personages een relatie gehad in de reeks zoals Cedric Moelaert gespeeld door Yanni Bourguignon, maar ook Jelle Van den Bossche gespeeld door Maarten Cop. Sinds kort is ze ook de eigenares van de Foodbar en heeft ze ook haar diploma van het middelbaar behaald.